# Jim Jim-fallen

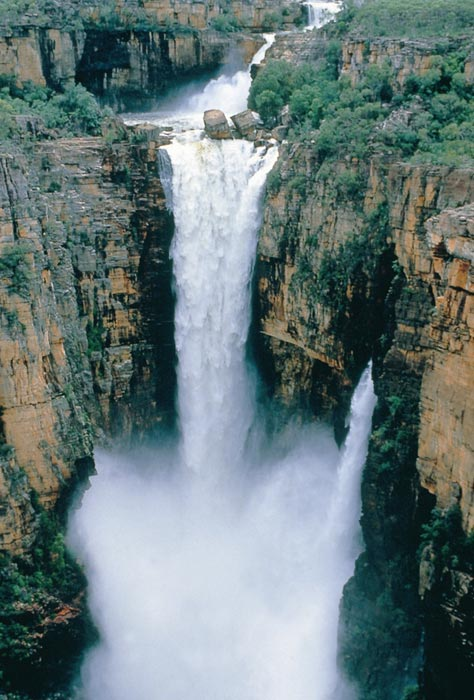
Jim Jim-fallen efter regn

Jim Jim-fallen är ett vattenfall i Kakadu National Park i Australien. Det är 215 meter högt, och är i genomsnitt 24 meter brett. Fallet finns inte hela året utan är bara en svart klippa under de torra sommarmånaderna.